# 353677 Harald
353677 Harald è un asteroide della fascia principale. Scoperto nel 2002, presenta un'orbita caratterizzata da un semiasse maggiore pari a 3,0978853 au e da un'eccentricità di 0,0683963, inclinata di 9,09948° rispetto all'eclittica.